# Demicryptochironomus cinereithorax
Demicryptochironomus cinereithorax är en tvåvingeart som först beskrevs av Maurice Emile Marie Goetghebuer 1934.  Demicryptochironomus cinereithorax ingår i släktet Demicryptochironomus och familjen fjädermyggor. Inga underarter finns listade i Catalogue of Life.